# Vila Pouca da Beira
Vila Pouca da Beira é uma povoação portuguesa do Município de Oliveira do Hospital que foi sede da extinta Freguesia de Vila Pouca da Beira, freguesia que tinha 5,12 km² de área e 355 habitantes (2011), e, por isso, uma densidade populacional de 69,3 hab./km².
A Freguesia de Vila Pouca da Beira foi extinta (agregada) pela reorganização administrativa de 2012/2013, tendo o seu território sido integrado na então criada União de Freguesias de Penalva de Santa Ovaia e Vila Pouca da Beira.

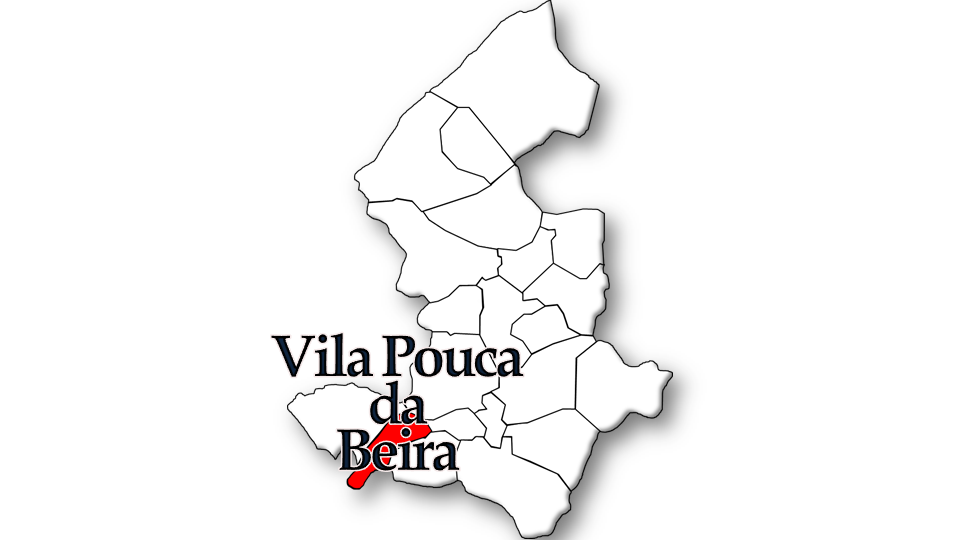
Localização no Município de Oliveira do Hospital

Vila Pouca da Beira foi vila e sede de concelho até ao início do século XIX. Este era constituído apenas pela freguesia da sede e tinha, em 1801, 402 habitantes. Foi anexada ao concelho de Avô, aquando da extinção.
A Freguesia de Vila Pouca da Beira incluia a aldeia de Digueifel.

## População

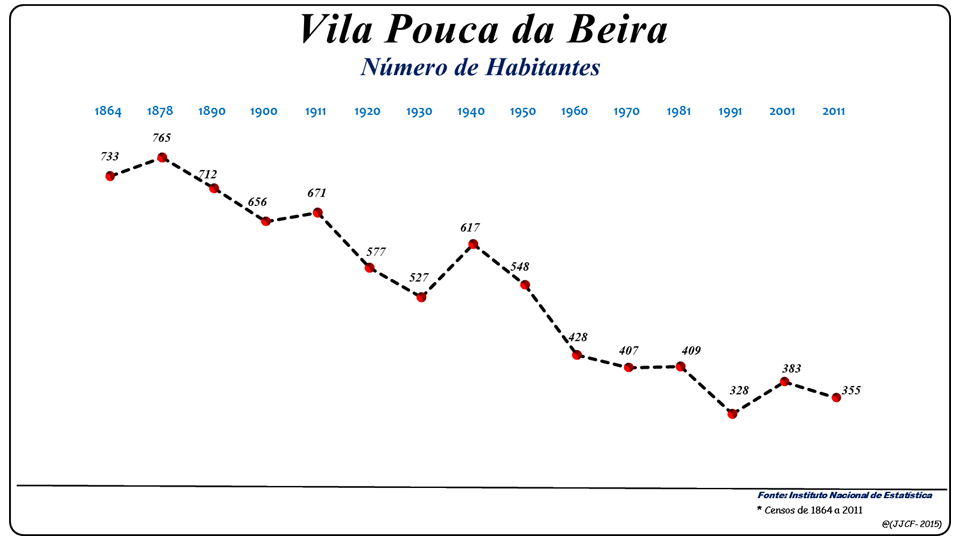
Evolução da População (1864 / 2011)

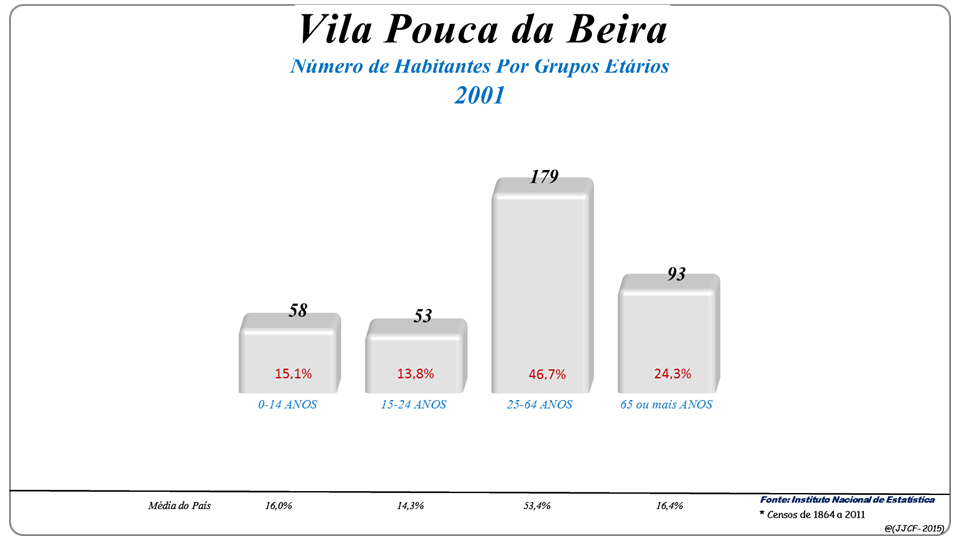
Grupos Etários (2001 e 2011)

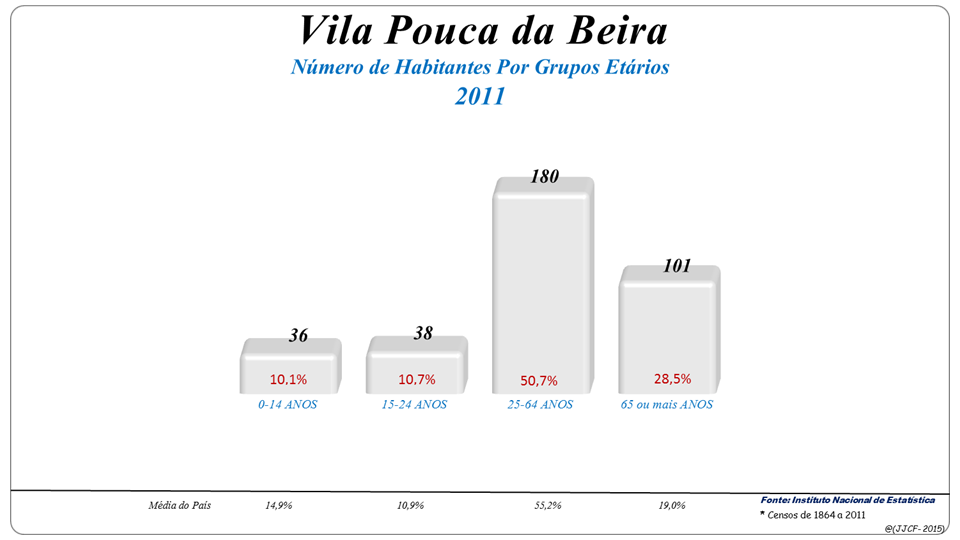
Grupos Etários (2001 e 2011)

| População da freguesia de Vila Pouca da Beira | População da freguesia de Vila Pouca da Beira | População da freguesia de Vila Pouca da Beira | População da freguesia de Vila Pouca da Beira | População da freguesia de Vila Pouca da Beira | População da freguesia de Vila Pouca da Beira | População da freguesia de Vila Pouca da Beira | População da freguesia de Vila Pouca da Beira | População da freguesia de Vila Pouca da Beira | População da freguesia de Vila Pouca da Beira | População da freguesia de Vila Pouca da Beira | População da freguesia de Vila Pouca da Beira | População da freguesia de Vila Pouca da Beira | População da freguesia de Vila Pouca da Beira | População da freguesia de Vila Pouca da Beira |
| --------------------------------------------- | --------------------------------------------- | --------------------------------------------- | --------------------------------------------- | --------------------------------------------- | --------------------------------------------- | --------------------------------------------- | --------------------------------------------- | --------------------------------------------- | --------------------------------------------- | --------------------------------------------- | --------------------------------------------- | --------------------------------------------- | --------------------------------------------- | --------------------------------------------- |
| 1864                                          | 1878                                          | 1890                                          | 1900                                          | 1911                                          | 1920                                          | 1930                                          | 1940                                          | 1950                                          | 1960                                          | 1970                                          | 1981                                          | 1991                                          | 2001                                          | 2011                                          |
| 733                                           | 765                                           | 712                                           | 656                                           | 671                                           | 577                                           | 527                                           | 617                                           | 548                                           | 428                                           | 407                                           | 409                                           | 328                                           | 383                                           | 355                                           |

## Património
- Convento do Desagravo do Santíssimo Sacramento ou Convento do Desagravo do Santíssimo Sacramento de Vila Pouca da Beira
- Igreja de S. Sebastião (matriz)
- Ermida de São Miguel
- Alminhas
- Pelourinho
- Casas quinhentistas
- Cruzeiro da praça.